# Bibliothèque publique L.-P.-Fisher
La bibliothèque publique L.-P.-Fisher est située dans la ville de Woodstock, au Nouveau-Brunswick. C'est un site historique municipal.

## Architecture
La bibliothèque est située au 679 de la rue Main, au coin de la rue Chapel. L'édifice a été construit entre 1912 et 1914 dans le style néogrec tardif. Conçue par l'architecte G. Ernest Fairweather (en), de Saint-Jean, la bibliothèque est construite en briques mauves pressées et en pierres de taille rustiquées. Des marches en granit mènent à l'entrée principale. À l'intérieur, le plancher du vestibule est ornée d'une mosaïque et il y a des boiseries en acajou importé du Honduras. La bibliothèque est le point de départ d'une visite audioguidée de la ville.

## Collections
La bibliothèque possède une collection de livres, magazines, journaux, CD et DVD en anglais. Il y a également deux collections spéciales. Le centre de généalogie Raymond comprend les recensements et les registres téléphoniques du comté de Carleton depuis 1849 ainsi que d'autres documents d'intérêt public. Le Centre canadien Dalton Camp est une collection spécialisée sur le Canada et les Canadiens.

## L.P. Fisher
L.-P.-Fisher (1821-1905), avocat, a été élu premier maire de la ville en 1856. Il conserva ce poste pendant 24 années consécutives. À sa mort, il légua la plus grande partie de sa fortune à la municipalité, pour qu'elle serve à promouvoir l'éducation.